# Larnax abra-patriciae
Larnax abra-patriciae är en potatisväxtart som beskrevs av S.Leiva och Barboza. Larnax abra-patriciae ingår i släktet Larnax och familjen potatisväxter. Inga underarter finns listade i Catalogue of Life.